# A holló 2. – Az angyalok városa
A holló 2. – Az angyalok városa (The Crow: City of Angels) 1996-os amerikai akció-horror, melyet Tim Pope rendezett, a forgatókönyvet James O’Barr ötletei alapján David S. Goyer írta. A fontosabb szerepekben Vincent Pérez, Mia Kirshner, Richard Brooks és Iggy Pop látható.
A film az 1994-es A holló folytatása, elődjéhez hasonlóan ismét egy misztikus bosszútörténetet mesél el: a főszereplő Ashe-t fiával együtt meggyilkolják. Halála után az apa feltámad és természetfeletti képességekkel felruházva saját és gyermeke gyilkosai nyomába ered. A készítők szándéka az volt, hogy az 1994-es film emlékét tiszteletben tartva és megőrizve egy vele egyenrangú folytatást készítsenek, melyben nem ugyanazt a történetet mesélik el újból, mint az első filmben. Az elkészült filmet azonban a forgalmazó Miramax nagymértékben megvágta és eltérő befejezést adott hozzá, a rendező és a forgatókönyvíró tiltakozása ellenére.
Mindezek után az eredeti filmhez képest a második rész jegyeladási szempontból és kritikailag is alulmaradt. Kritikusai a szereplőket (köztük a film főszerepéhez szerintük nem passzoló Pérez alakítását), a forgatókönyvet és a vizuális effekteket is bírálták. Ennek ellenére 2000-ben – más szereplőkkel – újabb Holló-film született, A holló 3. – A megváltás címmel, 2005-ben pedig ezt követte A holló 4. – Gonosz ima, szintén teljesen új szereplőgárdával.

## Cselekmény
A disztópikus Los Angelesben a várost irányító drogbáró, Judah Earl (Richard Brooks) megöleti és egy kikötő vízébe dobatja az autószerelő Ashe Corvent (Vincent Pérez) és annak kisfiát, Dannyt, amikor a család véletlenül egy bandák közti leszámolás szemtanújává válik. Az első filmben szereplő Sarah (Mia Kirshner), immár felnőttként egy tetoválószalonban dolgozik és éjszakánként rémálmai vannak Ashe haláláról, hamarosan pedig egy holló is megjelenik a lakásán.
Mindenszentek éjszakáján követi a madarat a kikötőbe és tanúja lesz Ashe feltámadásának. A zavart férfit a lakására viszi és elmondja neki, hogy már halott, csupán azért térhetett vissza, hogy a holló által a sebezhetetlenség képességével felvértezve lehetőséget kapjon a bosszúra. Miután az első filmhez hasonlóan kifesti a férfi arcát, Ashe a holló segítségével elkezdi egyesével levadászni gyilkosait. Első áldozata Spider Monkey (Vincent Castellanos), akit egy droglaborban kivallat társai kilétéről, majd az épülettel együtt felrobbantja. A következő célpont Nemo (Thomas Jane), őt egy peep showban gyilkolja meg. Az eseményekről értesülve Judah egy látnokkal, a vak Sybillel (Tracey Ellis) kiderítteti, hogy Ashe-nek köze van Sarah-hoz és a holló a férfi minden erejének forrása. Judah elraboltatja a lányt, hogy megszerezze magának a holló által adott hatalmat. Kali (Thuy Trang), Ashe és Danny egyik gyilkosa Sarah lakásán tartózkodik, de ő sem tudja megállítani Ashe-t. Judah jobbkeze, Curve (Iggy Pop) egy motoros hajsza során próbál elmenekülni végezete elől, de Ashe felrobbantja a járművet, a haldokló Curve-t pedig a közeli folyóba vonszolja és sorsára hagyja.
A Halottak napján megtartott fesztivál közben Judah fogságba ejti és megöli a hollót, majd megissza a vérét, ezzel megszerezve a hatalmát. A halandóvá váló Ashe Sarah megmentésére igyekszik, de Judah felülkerekedik rajta, brutálisan összeveri a férfit és a nyilvános kivégzésére készül. Sarah Ashe segítségére siet és leszúrja az immár sebezhetetlen Judah-t, de az ezt követő dulakodásban halálos szúrás éri. Ashe erőre kap és felnyársalja Judah-t, a helyszín felett gyülekező hollók pedig elragadják magukkal Judah-t a túlvilágra.
Sarah Ashe karjaiban hal meg. A férfi ezután ismét visszatér a halálba, tudva azt, hogy végre békében nyugodhat fiával és Sarah-val együtt a túlvilágon.

## Szereplők
| Színész             | Szerep              | Magyar hang          |
| ------------------- | ------------------- | -------------------- |
| Vincent Pérez       | Ashe Corven/A Holló | Csankó Zoltán        |
| Mia Kirshner        | Sarah               | Kökényessy Ági       |
| Richard Brooks      | Judah Earl          | Gesztesi Károly      |
| Thuy Trang          | Kali                | Biró Anikó           |
| Iggy Pop            | Curve               | Dózsa Zoltán         |
| Thomas Jane         | Nemo                | Stohl András         |
| Vincent Castellanos | Spider Monkey       | Háda János           |
| Eric Acosta         | Danny               | Szalay Csongor       |
| Ian Dury            | Noah                | Hankó Attila         |
| Tracey Ellis        | Sybil               | Csere Ágnes          |
| Alan Gelfant        | Bassett             | Csík Csaba Krisztián |

A Deftones együttes tagjai szintén feltűnnek a film egyik jelenetében, önmagukat alakítva.

## A film készítése
Az 1994-es A holló sikere után a Miramax filmstúdió megbízást adott egy folytatás elkészítéséhez. Tim Pope rendező (aki korábban főként videóklipeket rendezett, például a The Cure-nak) és David S. Goyer forgatókönyvíró célja az volt, hogy tiszteletben tartsák az eredeti film mitológiáját, ugyanakkor egy teljesen önálló és önmagában is különleges folytatást készítsenek. Ehhez nem akarták az előző film cselekményét lemásolni, hanem ezúttal egy gyermekét elveszítő apát helyeztek a film középpontjába, illetve egy szerelmi szálat is bevontak a halott Ashe és az élő Sarah között. A hasonlóságok elkerülése érdekében a helyszínt is megváltoztatták Detroitról Los Angelesre, az első film eső áztatta helyszíneit ezúttal egy szmog és üvegszilánkok által borított, neonfényekkel megvilágított futurisztikus metropolisszal helyettesítették. A holló-képregények szerzője, James O’Barr ismét ötleteket adott a forgatókönyv megírásához. Ashe szerepével kapcsolatban Bon Jovi neve is szóba került, de végül Vincent Pérez kapta meg a szerepet. Pérez azt várta a filmtől, hogy korábbi – főként könnyed romantikus – filmjei után az ezúttal sötétebb és misztikusabb akciószerep fordulópontot jelenthet karrierjében.
A történettel kapcsolatban eleinte több, nagyon eltérő ötlet felmerült: Sarah visszatérése, mint női Holló; az első film negatív főszereplőjének, Top Dollarnak a feltámasztása; a 19. századi Anglia, mint helyszín; két meggyilkolt testvér története.
Az eredetileg leforgatott változat szerint a film végén Ashe-nek választania kell Sarah megmentése és a halott fiával történő, túlvilági újratalálkozás között; mivel ő a lány megmentését választja, többé nem térhet vissza a túlvilágra és örökké a Földön kell bolyongania. A Miramax ragaszkodott ahhoz, hogy a folytatás minél jobban hasonlítson az első filmre és nagymértékben megvágták a végleges változatot (emiatt később Pope és Goyer is megtagadta a filmet).

## A film zenéje

### Filmzenei album
A film zenéjét tartalmazó album 1996. július 29-én jelent meg, a Hollywood Records kiadásában. Olyan együttesek dalait tartalmazza, mint a White Zombie, a Korn, a Deftones és Iggy Pop – utóbbi két előadó a filmben is szerepel.
| #   | Cím                                                                 | Szerző(k)                                                                          | Előadó                        | Hossz |
| --- | ------------------------------------------------------------------- | ---------------------------------------------------------------------------------- | ----------------------------- | ----- |
| 1.  | Gold Dust Woman (Fleetwood Mac-feldolgozás)                         | Stevie Nicks                                                                       | Hole                          | 5:09  |
| 2.  | I'm Your Boogie Man (KC and the Sunshine Band-feldolgozás)          | Harry Wayne Casey, Richard Finch                                                   | White Zombie                  | 4:29  |
| 3.  | Jurassitol                                                          | Richard Patrick, Brian Liesegang, Matt Walker, Geno Lenardo, Frank Cavanagh        | Filter                        | 5:12  |
| 4.  | Naked Cousin                                                        | PJ Harvey                                                                          | PJ Harvey                     | 3:56  |
| 5.  | In a Lonely Place (Joy Division-feldolgozás)                        | Ian Curtis, Peter Hook, Stephen Morriss, Bernard Sumner                            | Bush                          | 6:01  |
| 6.  | Tonite Is a Special Nite (Kaos Mass Confusion Mix)                  | Tricky, A. Campbell, Robert Diggs                                                  | Tricky vs. Gravediggaz        | 4:45  |
| 7.  | Shelf Life                                                          | Jason Ross, Jason Pollock                                                          | Seven Mary Three              | 4:49  |
| 8.  | Knock Me Out                                                        | Linda Perry, Marty Willson-Piper, Grace Slick                                      | Linda Perry feat. Grace Slick | 6:51  |
| 9.  | Paper Dress                                                         | Vaden Todd Lewis, Darrel Herbert                                                   | Toadies                       | 4:44  |
| 10. | Spit                                                                | Brijitte West                                                                      | NY Loose                      | 5:54  |
| 11. | Sean Olson                                                          | Brian Welch, Jonathan Davis, David Silveria, James Shaffer, Reginald Arvizu        | Korn                          | 4:48  |
| 12. | Teething                                                            | Stephen Carpenter, Chi Cheng, Abe Cunningham, Chino Moreno                         | Deftones                      | 3:34  |
| 13. | I Wanna Be Your Dog (1995-ös élő felvétel; The Stooges-feldolgozás) | Dave Alexander, Ron Asheton, Scott Asheton, Iggy Pop                               | Iggy Pop                      | 4:45  |
| 14. | Lil' Boots                                                          | Lisa Papineau, Tyler Bates                                                         | Pet                           | 4:10  |
| 15. | City of Angels                                                      | Frost, Gilbert RueDaFlores, Julio Gonzalez, Tony Gonzalez, Kevin Gully, Cold 187um | Above the Law feat. Frost     | 4:53  |

### Score album
A filmben elhangzó, nagyrészt instrumentális és nagyzenekarra írt kísérőzenéket tartalmazó album 1996. augusztus 30-án (CD-n szeptember 24-én) jelent meg, szintén a Hollywood Records kiadásában. A dalokat Graeme Revell komponálta, aki az előző filmben is közreműködött zeneszerzőként.
1. City Of Angels
2. Camera Obscura
3. The Crow Rises
4. Santa Muerte
5. '...A Dream On The Way To Death'
6. Temple Of Pain
7. A Murder Of Crows
8. Mirangula: Sign Of The Crow
9. Lament For A Lost Son
10. 'Hush Little Baby...'
11. Dias De Las Muertes
12. The Campanile
13. La Masquera
14. 'I'll Wait For You'
15. Believe In Angels (feat. Heather Nova)

## Fogadtatás

### Bevételi adatok
A bemutató héten a film jegyeladási szempontból első helyen végzett az amerikai jegypénztáraknál (kb. 9,8 millió amerikai dolláros bevétellel), majdnem elérve az előző film heti bevételét. A későbbiekben azonban csökkent a mozilátogatók száma és végül Az angyalok városa összesen 17,9 millió amerikai dolláros bevételt termelt, kevesebb mint felét annak, amennyit 1994-es elődje.

### Kritikai visszhang
A filmet a kritikusok kedvezőtlenül fogadták, bírálva az öncélú erőszakot, a forgatókönyvet és a kétdimenziós karaktereket. Az Entertainment Weekly kritikusa szerint az első filmben szereplő Brandon Lee-vel ellentétben Vincent Pérez nem rendelkezik karizmával a filmvásznon, a filmet pedig „okkultista szeméttelepnek” nevezi, amelyhez képest „még egy tipikus horror-trash videóklipben is több összefüggést találni”. Michael Rose (Mysterious Universe) szerint a film túl sok mindent „hasznosít újra” elődjéből. Emellett bírálta a rosszul megírt párbeszédeket (melyek miatt az egyébként tehetséges színész, Pérez sem tud mit kezdeni a szereppel), a vizuális effekteket és a film végén látható végső összecsapást is. „Az Angyalok városa vérszegény utánzat – felejthető és rút mű, amely tiszteletlen O'Barr, illetve Lee felé”, fogalmazta meg, ugyanakkor Iggy Pop alakítását méltatta. Pérezzel kapcsolatban hasonló véleményen volt egy másik kritikus is, aki szerint a színész Lee gyenge utánzataként tűnik fel a filmvásznon – Pop alakítását azonban ő is dicsérte.
Maga James O’Barr is bírálta a filmet, véleménye szerint a forgatókönyv rossz volt és az általa egyébként tehetségesnek tartott színész, Pérez sem volt alkalmas választás kifejezetten erre a szerepre.

## Kapcsolódó művek
A filmet további folytatások követték: 1998-ban jelent meg egy kanadai televíziós sorozat Holló – Út a mennyországba címmel, mely Mark Dacascos főszereplésével egy évadot ért meg. 2000-ben mutatták be A holló 3. – A megváltás című filmet, ebben a címszereplőt Eric Mabius formálja meg. 2005-ben ezt követte A holló 4. – Gonosz ima, ezúttal Edward Furlong főszereplésével.
Az Angyalok városa eredeti forgatókönyvéből Chat Williams írt önálló regényt, melyben felhasználta a forgatókönyvben szereplő, de a végleges változatból kivágott jeleneteket is.
1997-ben egy 3-D verekedős videójátékot is kiadtak, The Crow: City of Angels címmel, mely a film történetét követi. A filmhez hasonlóan a játék is lesújtó kritikákat kapott. 2015-ben felkerült a GamesRadar „minden idők 100 legrosszabb videójátéka”-listájára.